# VOMIC
VOMIC（ヴォミック）とは、集英社のサイト内のデジタルコンテンツである。漫画の絵に画面効果を加え、声優が声を当てた動画を、サイト内で配信している。本項では、後継コンテンツの『ボイスコミック』についても記述する。

## 概要

### VOMIC
“VOMIC”の名は、VOICE（ヴォイス）+COMIC（コミック）を組み合わせた造語である。
2005年11月に配信を開始した。当初は集英社が運営する音声・動画配信サイト「s-cast.net」内の1コーナーであった。しかし、2009年8月27日に独立したサイトへと移転した。ただし、2014年4月以降は配信作品の追加が中断していた。しかし、2015年2月に作品の追加が再開され、アニマックスで『VOMIC TV!』のタイトルでミニ番組としてテレビ放映を再開した。
ジャンプ系の一部の配信作品はテレビ番組『サキよみ ジャンBANG!』内の1コーナーとして放映されていた。
VOMIC化された作品が、後にアニメ化された際には、担当する声優が変更される場合が多い。アニメ放送に合わせてVOMIC版は配信が終了される場合がほとんどである。しかし、アニメ版の声優による新録版を配信する場合も有る。

### ボイスコミック
2020年10月に、YouTubeに用意されたジャンプ公式のチャンネルでスタートした。

## 配信作品

### VOMIC
※以下は、配信順で並べた。なお、特に表記の無い作品は、全4話である。

#### 少年マンガ
- まつりスペシャル
- 屍鬼
- 紅 kure-nai
- NARUTO -ナルト-
- いぬまるだしっ（全8話）
- テガミバチ
- ぬらりひょんの孫
- PSYREN -サイレン-
- 銀魂（全5話）
- べるぜバブ（全2話）
- SKET DANCE（全8話）
- カッコカワイイ宣言!
- 家庭教師ヒットマンREBORN!
- 保健室の死神
- 月華美刃
- әnígmә【エニグマ】
- 機巧童子ULTIMO
- いぬまるだしっ FLASHコミック特別バージョン
- 放課後の王子様
- ロック・リーの青春フルパワー忍伝
- BLEACH
- magico
- ボクと魔女の時間
- ヘンテコ忍者 いもがくれチンゲンサイ様
- 1/11 じゅういちぶんのいち
- 帝一の國
- ゴーレム・ア・GO!GO!
- クロガネ
- NARUTO -ナルト- 劇場版公開記念バージョン
- 超速変形ジャイロゼッター
- 血界戦線
- ハイキュー!!
- 激辛!カレー王子（全8話）
- この音とまれ!
- 暗殺教室（全8話）
- 食戟のソーマ
- 終わりのセラフ（全8話）
- てとくち
- 魔神のガルド!
- 銀河パトロール ジャコ
- SOUL CATCHER(S)
- Γ -ガンマ-
- 僕のヒーローアカデミア
- 火ノ丸相撲

#### 青年マンガ
- CLOTH ROAD
- STEEL BALL RUN
- 死神監察官雷堂
- ヘタコイ
- 傷だらけの仁清
- 霊能力者 小田霧響子の嘘
- キングダム（全8話）
- 明日泥棒
- べしゃり暮らし（全9話）
- 現代都市妖鬼考 霊媒師いずな 〜the spiritual medium〜
- 華麗なる食卓（全10話）
- ノノノノ
- 孤高の人
- VOMIC++ キングダム（全2話）
- 嘘喰い
- 白雪姫と7人の囚人
- ニポンゴ
- イノサン
- ロザリオとバンパイア ROSARIO+VAMPIRE

#### 少女マンガ
- アイスエイジ
- スイッチガール!!
- ロッキン★ヘブン
- 悪魔で候
- 悪魔とラブソング
- CRASH!
- バドガール
- お嬢様はお嫁様。
- 絶対覚醒天使ミストレス☆フォーチュン
- コイバナ!〜恋せよ花火〜
- 裸足でバラを踏め
- フライハイ!
- スイート☆ミッション
- 青空エール
- 夢みる太陽
- 桜姫華伝
- あやかし恋絵巻（全3話）
- MOMO
- シュガーズ
- 桜姫華伝 番外編 朝霧雪伝（全1話）
- CRASH! 特別バージョン（全2編）
- うそつきリリィ
- スターダスト★ウインク
- 風男塾物語
- マイルノビッチ
- ミカド☆ボーイ
- センセイ君主

#### 配信終了した作品
- 青の祓魔師
- トリコ
- バクマン。
- ストロボ・エッジ
- 絶叫学級
- 黒子のバスケ
- 貧乏神が!
- ぎんぎつね
- ニセコイ
- 虹色デイズ
- ワールドトリガー
- 暗殺教室
- 食戟のソーマ
- 終わりのセラフ
- 血界戦線
- 斉木楠雄のΨ難（全12話）

#### 配信終了後に新録版を配信した作品
- めだかボックス

### ボイスコミック
※以下は、配信順で並べた。特に表記の無い作品は全2話であり、太字は全1話である。

#### 連載作品
- 僕とロボコ（全3話）
- 夜桜さんちの大作戦（全4話）
- 破壊神マグちゃん（全3話）
- あやかしトライアングル（全4話）
- BUILD KING
- SAKAMOTO DAYS（全3話）
- 仄見える少年（全3話）
- 道産子ギャルはなまらめんこい
- 逃げ上手の若君
- ウィッチウォッチ（全3話）
- デビィ・ザ・コルシファは負けず嫌い
- クーロンズ・ボール・パレード（全3話）
- 高校生家族（全4話）
- 灼熱のニライカナイ（全3話）
- アオのハコ
- 早乙女姉妹は漫画のためなら!?[3]
- オトメの帝国（全3話）
- アメノフル
- 僕より目立つな竜学生
- とげとげ
- 口が裂けても君には（全3話）
- カワイスギクライシス
- レッドフード（全3話）
- NERU -武芸道行-（全3話）
- アヤシモン（全3話）
- 守れ!しゅごまる（全3話）
- ドロンドロロン（全3話）
- タコピーの原罪
- 地球の子（全3話）
- うろんミラージュ
- あかね噺
- すごいスマホ
- ルリドラゴン
- ALIENS AREA
- 大東京鬼嫁伝
- ギンカとリューナ

#### 読切作品
- アソビバ。
- 骸区
- 王様キッド
- アオのハコ(読切版)
- 暗狩りの吸血鬼
- ロッカールーム
- 私が甲子園に連れてったる‼
- 文殊史郎兄弟
- はじめてのハニートラップ
- ポピィの願い
- 心霊写真師鴻野三郎
- 詭弁学派、四ッ谷先輩の怪談。
- 負けヒロインを勝たせたい‼
- Fけん
- 好きになった同級生は終活生でした
- ギャルかぞく
- テラスハウスダスト-TERRACE HOUSE DUST
- 青少年有害環境規制法
- ポポ
- さよならマヌケな誘拐犯さん
- 予言のナユタ
- Reプレイボール
- 漫画家異世界取材旅行
- お前んち、お化け屋敷
- 形而上の君と
- ぱらそる同盟
- メテオストライク
- エンバーミング(読切版)
- 木曜日のラジオスター
- 後輩部長ゆらりちゃん
- 左右平等主義
- 小南先生の小並感
- 5人の内誰が死ぬか
- 地球記録0001
- かいだんし
- 戦国の三日月
- わたしの親友
- 星のエイリアンに努力賞を。
- 青眼の大和
- 大東京鬼嫁伝
- BLACK MILK
- あの子黒い子人魚の子
- BadTripper
- MONSTERS
- 一矢報いて春から逃げる
- 交差点珍道中
- 超能力者いのうさん
- ルリドラゴン
- 殺し愛
- 六とゆき
- まとはずれQ道部
- 炎眼のサイクロプス
- APキPLE
- 恋の神様
- 刻どキ
- ドロンドロロン(読切版)
- Hello,my robot
- グラビティフリー
- 忍SS
- フレンチオブザデッド
- バイオリン姫
- CHAIN
- ヨド・ヴィーナス
- ドラゴンになりたくない
- 失恋ビギニング
- 殺人鬼玲凪
- 夜雨白露は殺せない
- 私と薬師様の旅
- ヒガンノヒ
- 幸せな怪物
- キルアオハル
- ミーシア
- ネオンヴァンパイア
- タタラシドー
- チェンジチェンジゾンビ～
- 殺っちゃん
- 我は竜神
- ブザーをならせ!!
- 善鬼とトゲ吉登龍坂の巻
- 地獄のカンダタ
- 生者の交信
- 家路
- GAIN
- ヤマビコな日常
- 死神に願う
- エクソシストのキヨシ君
- 鵺ん家
- レイルウェイ／ゲイトウェイ
- コンクリートと花
- NOA第9号機
- PainKiller
- 暗殺者の暗子ちゃん
- ハルカゼマウンド
- ヤシャツバキ
- ギャルのまとまと
- 霊媒師の心理学
- 人造人間100(読切版)
- 反逆せよ